# Comuna de Sośnicowice
Sośnicowice (polaco: Gmina Sośnicowice) é uma gminy (comuna) na Polónia, na voivodia de Santa Cruz e no condado de Gliwicki. A sede do condado é a cidade de Sośnicowice.
De acordo com os censos de 2004, a comuna tem 8 189 habitantes, com uma densidade 70,40 hab/km².

## Área
Estende-se por uma área de 116,24 km², incluindo:
- área agrícola: 35%
- área florestal: 59%

## Demografia
Dados de 30 de Junho 2004:
|                      | Total   | Total | Mulheres | Mulheres | Homens  | Homens |
| -------------------- | ------- | ----- | -------- | -------- | ------- | ------ |
|                      | pessoas | %     | pessoas  | %        | pessoas | %      |
| População            | 8189    | 100   | 4231     | 51,7     | 3958    | 48,3   |
| Densidade (pop./km²) | 70,4    | 100   | 36,4     | 36,4     | 34,1    | 34,1   |

De acordo com dados de 2002, o rendimento médio per capita ascendia a 1484,59 zł.